# Wyższa szkoła inżynierska
Wyższa szkoła inżynierska (WSI) – uczelnia techniczna, w Polsce tworzone w okresie PRL, do 1996 r. przekształcone w politechniki.
Istniały także Wieczorowe WSI, Prywatna Wieczorowa Szkoła Inżynierska NOT. W Częstochowie działała Szkoła Inżynierska. Szkoła Inżynierska im. H. Wawelberga i S. Rotwanda stanowiła kontynuację przedwojennej i została włączona do Politechniki Warszawskiej.
- Wyższa Szkoła Inżynierska im. Jurija Gagarina w Zielonej Górze, powstała w 1965[2], następnie Politechnika Zielonogórska, wreszcie część Uniwersytetu Zielonogórskiego
- Kielecko-Radomska Wieczorowa Szkoła Inżynierska, później Kielecko-Radomska Wyższa Szkoła Inżynierska
  - część kielecka działa jako Politechnika Świętokrzyska
  - część radomska, później Wyższa Szkoła Inżynierska im. Kazimierza Pułaskiego w Radomiu i Politechnika Radomska im. Kazimierza Pułaskiego, oraz Uniwersytet Technologiczno-Humanistyczny im. Kazimierza Pułaskiego w Radomiu. Od 1 września 2023 Uniwersytet Radomski[3]
- Prywatna Wieczorowa Szkoła Inżynierska NOT w Białymstoku, Wyższa Szkoła Inżynierska w Białymstoku, wreszcie Politechnika Białostocka
- Wyższa Szkoła Inżynierska w Koszalinie, funkcjonuje jako Politechnika Koszalińska
- Wieczorowa Szkoła Inżynierska w Lublinie, od 1965 Wyższa Szkoła Inżynierska, od 1977 Politechnika Lubelska
- Wyższa Szkoła Inżynierska w Opolu, funkcjonuje jako Politechnika Opolska
- Wyższa Szkoła Inżynierska w Katowicach, powołana w 1950, w 1951 nazwana Wieczorowa Szkoła Inżynierska w Katowicach, wchłonięta w 1956 przez Politechnikę Śląską jako filia.
- Szkoła Inżynierska w Częstochowie, od 1955 Politechnika Częstochowska
- Wieczorowa Szkoła Inżynierska w Bydgoszczy, Wyższa Szkoła Inżynierska w Bydgoszczy, wreszcie Politechnika Bydgoska im. Jana i Jędrzeja Śniadeckich